# Hayashio (1939)
Hayashio (jap. 早潮, はやしお, ハヤシオ) – niszczyciel Japońskiej Cesarskiej Marynarki Wojennej typu Kagerō z okresu II wojny światowej. Brał udział w działaniach na początku wojny na Pacyfiku, zatopiony 24 listopada 1942 koło Nowej Gwinei przez lotnictwo.

## Historia
„Hayashio” należał do pierwszej serii dużych japońskich niszczycieli typu Kagerō, zamówionej w ramach programu finansowego z 1937 roku. Nazwa „Hayashio” znaczy „szybko poruszający się przypływ”.
Stępkę pod budowę okrętu położono 30 czerwca 1938 w stoczni Uraga Dock w Tokio, kadłub wodowano 19 kwietnia 1939, a okręt oddano do służby 21 sierpnia 1940.

## Służba
Przed wybuchem II wojny światowej na Pacyfiku, „Hayashio” został przydzielony do 15. Dywizjonu Niszczycieli (Kuchikutai) 2. Eskadry Niszczycieli (Suirai Sentai) 2. Floty. Jedynym dowódcą był kmdr por. Kiyoshi Kaneda.

### Działania początkowego etapu wojny na Pacyfiku, 1941-1942
Bezpośrednio przed rozpoczęciem działań, okręt przypłynął 1 grudnia 1941 z 2. Eskadrą do Palau. Między 6 a 8 grudnia opuścił Palau eskortując siły przeznaczone do zdobycia południowych Filipin. Między innymi, eskortował lotniskowiec „Ryūjō” atakujący Davao, a 10-11 grudnia osłaniał stawianie min w cieśninie Surigao przez stawiacz min „Yaeyama”. W kolejnych dniach osłaniał siły dokonujące inwazji na Legazpi (12 grudnia), Davao (20 grudnia), Jolo (25 grudnia), Manado (11 stycznia 1942), Kendari (14 stycznia), Ambon (31 stycznia), Makasar (8 lutego), Timor (20 lutego).
Od 26 lutego osłaniał główne siły Zespołu Południowego w działaniach na południe od Jawy. Między2 a 8 marca zdobył holenderski statek wiozący żołnierzy alianckich i odprowadził go do zatoki Staring na Celebes. W połowie marca eskortował lotniskowiec „Kaga” z zatoki Staring do Sasebo w Japonii. W dniach 17 kwietnia – 9 maja brał udział w bezskutecznych poszukiwaniach amerykańskich lotniskowców po rajdzie na Tokio, po czym przepłynął na Filipiny. W połowie maja eskortował uszkodzony lotniskowiec „Shōkaku” do Kure.
Następnie, w dniach 3-6 czerwca 1942 „Hayashio” brał udział w operacji mającej na celu zajęcie Midway, eskortując zespół transportowców, lecz inwazja nie doszła do skutku z powodu klęski w bitwie pod Midway. Od 16 lipca eskortował krążowniki „Kumano” i „Suzuya” z Kure do Mergui w Birmie w celu działań na Oceanie Indyjskim, odwołanych z powodu sytuacji militarnej na Wyspach Salomona, po czym w sierpniu eskortował je w rejon Wysp Salomona.

### Działania w rejonie Wysp Salomona, 1942

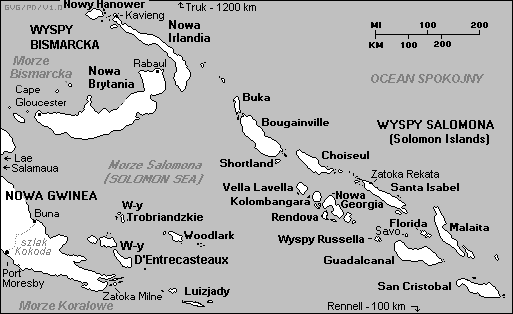
Rejon działań 1942-1943 (baza Truk leży poza mapą, ok. 1300 km na północ od Rabaulu)

24 sierpnia „Hayashio” brał udział w powietrzno-morskiej bitwie koło wschodnich Wysp Salomona, osłaniając siły admirała Nobutake Kondō. We wrześniu patrolował z Truk na północ od Wysp Salomona oraz służył czasowo jako okręt flagowy 2. Eskadry Niszczycieli (kontradmirała Raizo Tanaki). W dniach 29 września – 1 października eskortował transportowiec wodnosamolotów „Nisshin” z Kaviengu na wyspę Shortland.
W dniach 3, 6 i 9 października „Hayashio” brał udział w nocnych misjach transportu żołnierzy na pokładach niszczycieli na Guadalcanal (nazywanych przez Amerykanów Tokyo Express). W dniach 10-14 października eskortował pancerniki „Kongō” i „Haruna” bombardujące lotnisko Henderson Field na Guadalcanalu.
26 października „Hayashio” wziął udział w powietrzno-morskiej bitwie koło wysp Santa Cruz, eskortując lotniskowiec „Junyo”. 7 listopada uczestniczył w misji transportu żołnierzy z Shortland na Guadalcanal. 13-14 listopada eskortował konwój na Guadalcanal, jako okręt flagowy kontradmirała Tanaki dowodzącego 2. Eskadrą Niszczycieli (równolegle do drugiej bitwy pod Guadalcanalem).
W dniach 23-24 listopada 1942 „Hayashio” prowadził rejs transportowy z Rabaulu do Lae i Salamaua na Nowej Gwinei, przerwany na skutek ataków lotnictwa. „Hayashio” został uszkodzony bombą i wybuchł na nim pożar. Opuszczony przez załogę po wybuchu przewożonej amunicji w zatoce Huon koło Nowej Gwinei. Zginęło 50 osób, ranionych było 6. Rozbitków wraz z dowódcą przejął niszczyciel „Shiratsuyu”, po czym dobił go torpedą w rejonie pozycji 7°00′S 147°30′E/-7,000000 147,500000. Oficjalnie usunięto go z listy floty 24 grudnia 1942.

## Dane techniczne
Opis konstrukcji i szczegółowe dane – w artykule niszczyciele typu Kagerō. Poniżej dane ogólne dla niszczycieli tego typu.
- wyporność:
  - standardowa: 2033 t
  - pełna: ok. 2600 t
- wymiary:
  - długość całkowita: 118,5 m
  - długość na linii wodnej: 116,2 m
  - szerokość: 10,8 m
  - zanurzenie: 3,8 m
- napęd: 2 turbiny parowe o mocy łącznej 52 000 KM, 3 kotły parowe (ciśnienie pary 30 at), 2 śruby
- prędkość maksymalna: 35 w.
- zasięg: 5000 mil morskich przy prędkości 18 w.
- zapas paliwa: 500 t.

Uzbrojenie i wyposażenie:
- 6 dział 127 mm w wieżach dwudziałowych (3xII).
  - długość lufy – L/50 kalibrów, kąt podniesienia 55°
- 4 działka przeciwlotnicze 25 mm Typ 96 (2xII)
- 8 wyrzutni torpedowych 610 mm (2xIV, 16 torped Typ 93)
- 2 miotacze bomb głębinowych (16 bomb głębinowych)